# Scarlett Curtis
Scarlett Curtis (Londres, 21 de junho de 1995) é uma escritora londrina e ativista feminista, e cofundadora da The Pink Protest, plataforma que reúne uma comunidade de ativistas que apoiam ações e campanhas feministas. Foi classificada como uma das 100 mulheres mais inspiradoras do mundo, pela BBC 100 Women, no ano de 2019.

## Biografia
Scarlett Kate Freud Curtis nasceu no dia 21 de junho de 1995, na cidade de Londres. É filha da apresentadora Emma Freud e do diretor de cinema Richard Curtis, e irmã mais velha de Spike, Jake e Charlie. Aos 14 anos precisou sair da escola, após uma cirurgia de escoliose mal sucedida lhe causar dores crônicas nas costas, a impossibilitando de andar. Precisou usar cadeira de rodas por 2 anos e meio. Neste período, leu livros de literatura feminista de escritoras como Gloria Steinem e Audre Lorde, e começou a se identificar com o movimento. 
Em 2017, Curtis fundou o The Pink Protest, plataforma que reúne uma comunidade de ativistas que apoiam ações e campanhas feministas, como a #FreePeriod, que alerta a sociedade e o governo do Reino Unido sobre a pobreza menstrual; E a campanha para alterar a Lei das Crianças, para proibir a mutilação genital feminina.
Trabalhou como colunista da The Sunday Times; e já publicou em diversas mídias como The Guardian e Elle.

## Obras
- 2018 - Feminists Don't Wear Pink (and Other Lies).[2]
- 2019 - It's Not OK to Feel Blue and Other Lies.[8]

## Prêmios
- 2019 - Changemaker Award.[10]
- 2019 - BBC 100 Women.[1]